# Fleischfliegen
Die Fleischfliegen (Sarcophagidae) sind eine Familie der Zweiflügler (Diptera). Weltweit sind etwa 2500 Arten der Fleischfliegen bekannt, davon über 50 in Deutschland.

## Merkmale

### Fliegen
Fleischfliegen gehören zu den calyptraten Fliegen, d. h., sie besitzen Calyptren, zwei lappenförmige Anhänge der Flügel, die die Schwingkölbchen meist überdecken. Sie sind grau oder schwarz und haben häufig eine schachbrettartige Zeichnung auf dem Hinterleib. Der Brustbereich (Thorax) besitzt eine dunkle Längsstreifung. Sie können Körpergrößen von bis zu 15 Millimetern erreichen. Ihre Mundwerkzeuge sind zum Auflecken von Flüssigkeiten gestaltet.

### Larvalentwicklung
Die Larven sind madenartig und besitzen entsprechend keine Kopfkapsel. Sie atmen in den ersten Stadien über die Haut, ab dem dritten Stadium öffnen sich die vordersten und hintersten Stigmen des Tracheensystems.

## Lebensweise
Die Larven der verschiedenen Arten der Fleischfliegen haben sehr unterschiedliche Typen des Nahrungserwerbs entwickelt. Sie leben in unterschiedlichen Substraten.

### Aas- und Kotfresser
Neben den räuberisch lebenden Larven gehören zu den ursprünglichsten Arten jene, die sich von Aas ernähren (Nekrophagie). Die Beurteilung deren Larvenstadien kann in der Rechtsmedizin genutzt werden, um das Alter einer Leiche zu bestimmen. Andere leben im Dung verschiedener Tiere und ernähren sich von diesem (Koprophagie).

### Parasiten und Parasitoide
Eine Reihe weiterer Arten sind Parasitoide, die an oder in wirbellosen Wirten leben. Zum Wirtsspektrum gehören dabei Regenwürmer, Schnecken, Tausendfüßer, Skorpione, Schaben, Käfer und Zikaden. Manche Arten sind dabei Kleptoparasiten. Sie lauern auf Grabwespen, die gelähmte Beutetiere für ihre Brut in ihre Nester eintragen. Dann legen sie auf dieses Tier ihrerseits ein Ei, die Larve der Grabwespe wird von der Fleischfliegenlarve verdrängt, z. B. von den Arten der Trabantenfliegen. Andere Arten wie die Larven der Gattung Miltogramma ernähren sich in den Nestern von solitären Bienen und Wespen kleptoparasitisch von Pollen und Nektar. Einige Arten sind Endoparasiten von Amphibien (Graue Fleischfliege an Kröten) und Reptilien (wie Eidechsen und Schildkröten), sowie Säugetieren (auch Menschen können befallen werden). Sie verursachen eine Myiasis.

### Fliegen
Die adulten Fliegen ernähren sich von verschiedenen Säften, etwa von Honigtau, Nektar, Baumsäften und den Säften beschädigter Früchte.

## Vertreter der Fleischfliegen (Auswahl)

### Echte Fleischfliegen – GattungSarcophaga
Die Larven der Sarcophaga-Arten leben meist in Aas oder in Kot (Koprophagie). Sehr häufig ist dabei in Deutschland die Graue Fleischfliege (Sarcophaga carnaria), die Körperlängen von 13 bis 15 Millimetern erreichen. Die Graue Fleischfliege wird auch Aasfliege genannt. Die Weibchen legen ihre sehr reifen Eier, aus denen bald danach eine Larve schlüpft, in die Eingänge von Regenwurmlöchern oder auch in Kothaufen von Regenwürmern. Die geschlüpften Junglarven suchen dann, wahrscheinlich über den Geruch geleitet, aktiv die Regenwürmer auf und dringen in diese ein, häufig im Bereich des Gürtels (Clitellum). Die Entwicklung dauert nur einige Tage, der Regenwurm geht danach zugrunde. Im Jahr haben diese Fliegen mehrere Generationen, eine Überwinterung erfolgt als Larve oder Puppe.

### Trabantenfliegen – GattungSenotainia
Die Trabantenfliegen lauern an den Nestern von Grabwespen, die betäubte Beutetiere für ihre Larven eintragen. Sie folgen diesen und legen dann ein Ei auf die Beute, in der sich die Made dann entwickelt. Zu den Trabantenfliegen gehören etwa Senotainia albifrons und S. conica.
Auf ähnliche Weise wie die Trabantenfliegen leben auch die Larven der Gattung Miltogramma, diese jedoch in den Nestern solitärer Bienen und Wespen von den Vorräten ihrer „Hausherren“, in diesem Fall neben betäubten Insekten auch von Honig und Pollen. Die Larven von Blesoxipha laticornis sind Endoparasiten bei Feldheuschrecken und die von Agria mamillata Ektoparasiten bei verschiedenen Insekten.

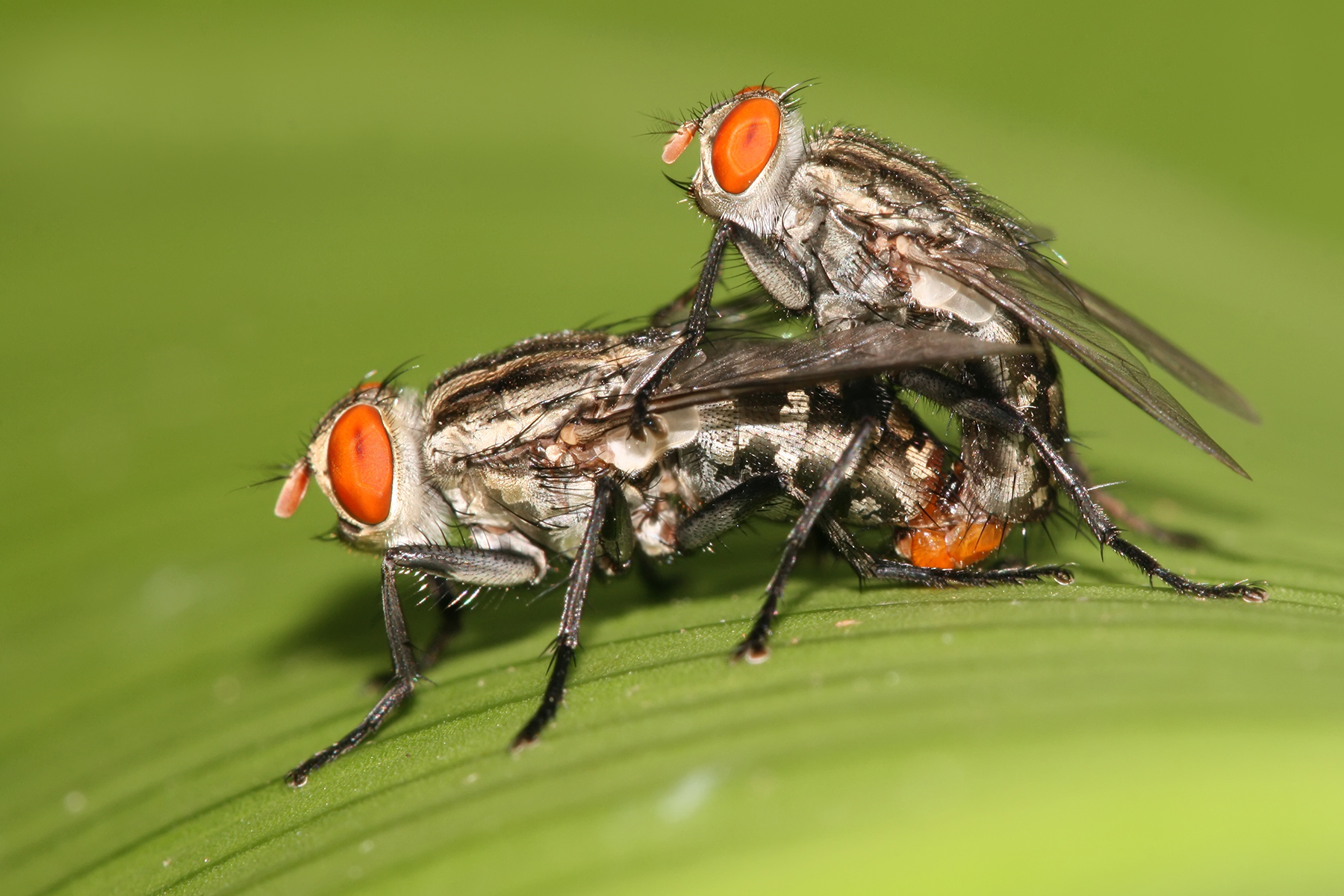
Fleischfliegen (Sarcophaga carnaria) bei der Paarung
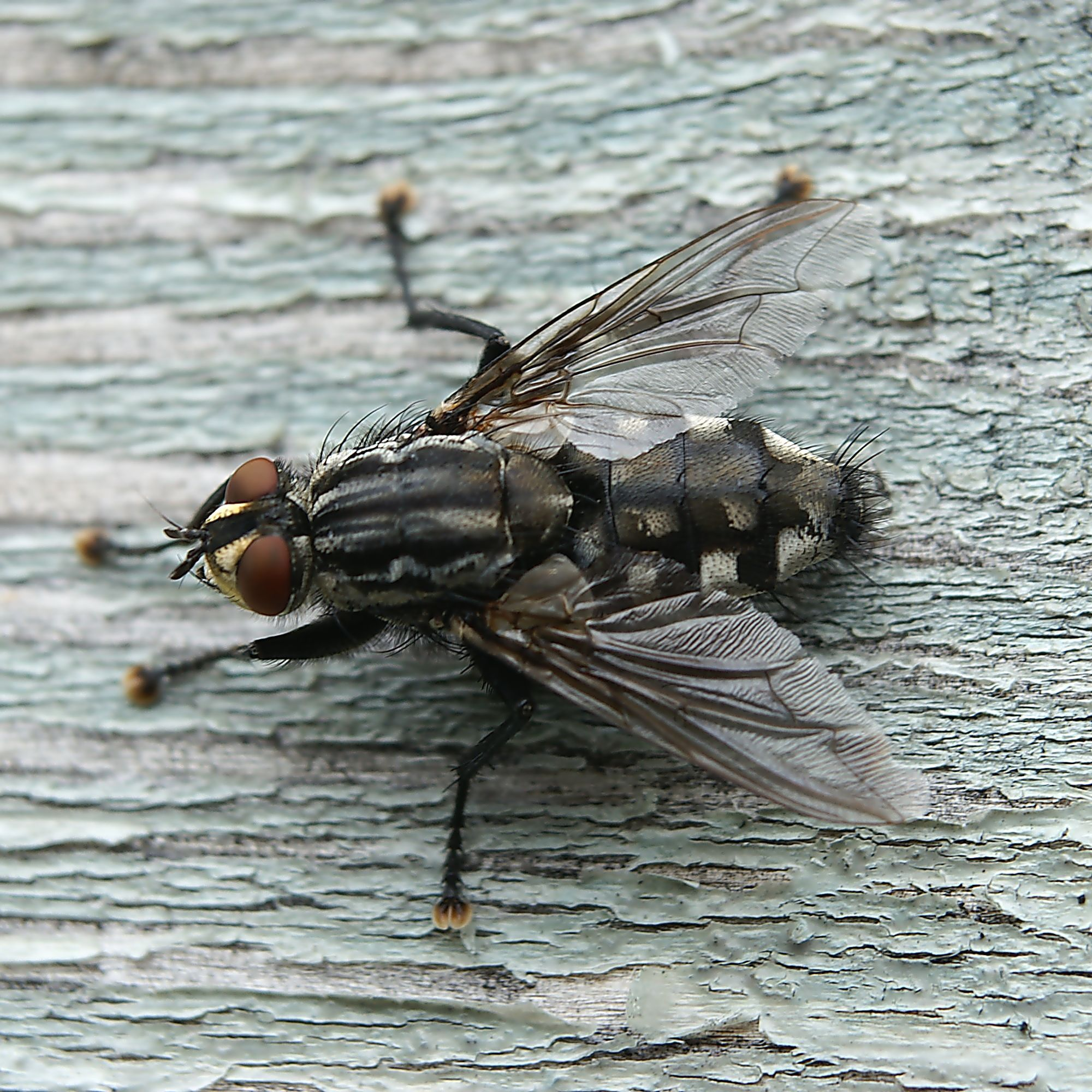
Aufsicht

### Weitere Arten (Auswahl)
- Metopia argyrocephala